# Associazione europea degli studenti di ingegneria elettronica
L'Associazione europea degli studenti di ingegneria elettronica (Electrical Engineering STudents' European assoCiation - EESTEC) è un'associazione di e per studenti di ingegneria elettronica e informatica di università, istituti o scuole di tecnologia che conferiscano lauree in ingegneria ed abbiano sede in Europa.
Fondata nel 1986 ad Eindhoven, Paesi Bassi, nel 1995 è diventata un'associazione riconosciuta e ha preso sede a Zurigo, Svizzera. Dal 2002 la sede ufficiale è a Delft, Paesi Bassi.
Attualmente EESTEC consta di 53 comitati locali in 26 nazioni differenti.
In Italia sono attivi i comitati locali di Trieste, Milano, Cosenza e Catania.

## Scopi ed attività
Scopi primari dell'associazione sono la promozione e lo sviluppo di contatti internazionali, lo scambio di idee e il miglioramento delle conoscenze tecniche dei soci, la promozione di carriere internazionali tramite opportunità di lavoro e contatti con aziende sponsor.

### Workshop
L'attività più importante dell'associazione. Si tratta di una settimana di seminari e lezioni tenuti da specialisti dell'industria o dell'università, spesso integrati da brevi dibattiti o sessioni di lavoro. Oggetto della settimana possono essere le nuove tecnologie o campi specifici dell'ingegneria elettronica.

### Exchange
Una visita di circa dieci giorni della città e dell'università di un altro comitato locale, quello che organizza l'evento. Lo scopo è l'accrescere la conoscenza delle differenze fra le realtà universitarie, industriali e culturali.

### Congress
Si tratta dell'annuale assemblea generale dell'associazione, organizzata da un comitato locale eletto durante il Congress precedente. Tutte le politiche operative ed organizzative dell'associazione sono discusse durante questo evento, così come vengono eletti il nuovo direttivo ed assegnate le cariche secondarie.

## Pubblicazioni
L'associazione pubblica una rivista trimestrale, il Magazine, distribuita on-line ed un annuario, lo Yearbook, distribuito ai rappresentanti di tutti comitati locali presenti al Congress.

## Organizzazione
Ufficialmente i soci di EESTEC sono i comitati locali che devono essere associazioni di studenti di ingegneria. Questo fa di EESTEC un'associazione ombrello, ossia un'associazione di associazioni.

### Board (direttivo internazionale)
Composto da un presidente, tre vice-presidenti (affari interni, affari esterni, pubblicazioni) ed un tesoriere.

### Oversight Committee (comitato di controllo)
Composto da due soci eletti usualmente fra i soci anziani e con il compito di supervisionare il lavoro del board.

### International Bureau (segreteria)
L'archivio storico dell'associazione, tradizionalmente con sede a Madrid. Durante il congress viene eletto un segretario che gestirà l'archivio per l'anno successivo.

### Account Contact Person
Socio eletto con il compito di mantenere un contatto diretto con la banca dell'associazione.

### Congress Organizing Committee
Si tratta del comitato organizzatore del congress, ossia del comitato locale eletto per ospitare ed organizzare il congress per l'anno successivo.

### Yearbook Publishing Committee
Comitato locale eletto per realizzare e pubblicare lo Yearbook per l'anno successivo.

### Magazine Publishing Committee
Comitato locale eletto per realizzare e pubblicare il Magazine per l'anno successivo.

### Alumni
La sezione costituita dai soci laureati.